# Anthomuricea sanguinea
Anthomuricea sanguinea is een zachte koraalsoort uit de familie Plexauridae. De koraalsoort komt uit het geslacht Anthomuricea. Anthomuricea sanguinea werd in 1910 voor het eerst wetenschappelijk beschreven door Nutting. 